# Rooty Hill
Rooty Hill ist ein Ort in New South Wales, Australien. Der Vorort von Sydney gehört zur Local Government Area Blacktown City.
Rooty Hill war eine bedeutende staatliche Farm während der frühen Kolonisation in Sydney zu Beginn des 19. Jahrhunderts. Der Hügel im Osten ist ein Park und im New South Wales State Heritage Register als Kulturdenkmal geschützt.

## Geographie

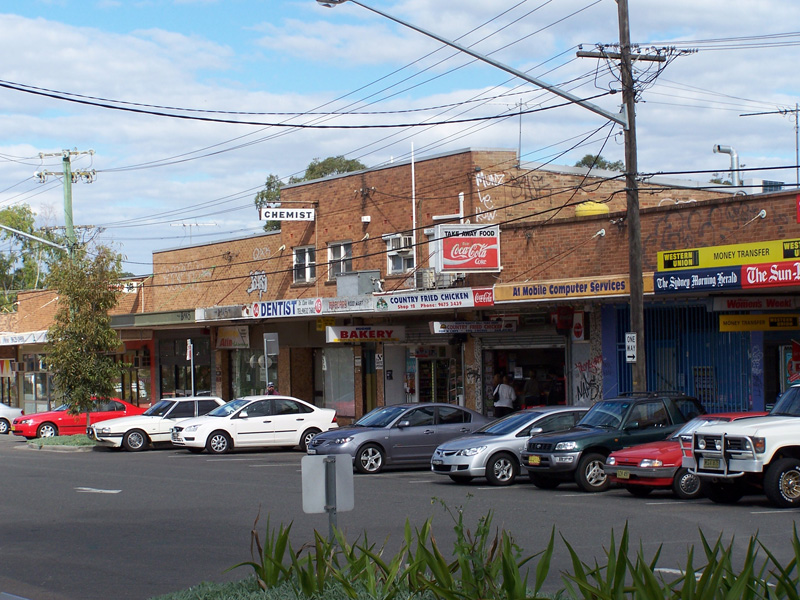
Läden in Rooty Hill

Rooty Hill liegt sechs Kilometer östlich von Blacktown im Nordwesten der Metropolregion Sydney auf halbem Weg zwischen Parramatta und Penrith. Vom Stadtzentrum ist der Ort rund 36 Kilometer entfernt. Im Westen grenzt der Ort an Mount Druitt.
In Rooty Hill befindet sich ein Bahnhof der Main Western Railway (Bahnlinie T1). Im Osten des Orts verläuft die Autobahn M7 (WestLink), im Süden der Great Western Highway, jenseits davon die M4 (Western Motorway).
Mit 2375 Einwohnern/km² ist der Ort sehr dicht besiedelt.

## Demographie
Mit Stand von 2021 hatte Rooty Hill 16.176 Einwohner, von denen 12.698 die australische Staatsangehörigkeit besaßen. 312 Personen im Ort waren Aborigines. Weitere 6 Einwohner waren Torres-Strait-Insulaner.
In Rooty Hill wohnten mit 2503 Menschen (15,47 %) überdurchschnittlich viele Personen aus den Philippinen (Landesweit: 1,16 %). Weitere Einwohner, die im Ausland geboren wurden, kamen aus Indien (851), Pakistan (545) und Fidschi (463).
Das Medianalter lag bei 37 Jahren. Das mittlere Einkommen pro Person betrug 742 Australische Dollar, das mittlere Haushaltseinkommen lag bei 2001 AUD, womit es zu den höheren Haushaltseinkommen im landesweiten Vergleich (1746 AUD) zählte.

## Öffentliche Einrichtungen
In Rooty Hill gibt es insgesamt sechs Bildungseinrichtungen, darunter die Rooty Hill Public School. Weiterhin gibt es 15 Parks sowie zehn öffentliche Sportstätten. Der Ort beherbergt eine Filiale der Australia Post.